# Lype auripilis
Lype auripilis is een schietmot uit de familie Psychomyiidae. De soort komt voor in het Palearctisch gebied.